# Mycale microxea
Mycale microxea är en svampdjursart som beskrevs av Vacelet,Vasseur och Claude Lévi 1976. Mycale microxea ingår i släktet Mycale och familjen Mycalidae. Inga underarter finns listade i Catalogue of Life.